# 마이클 돕스

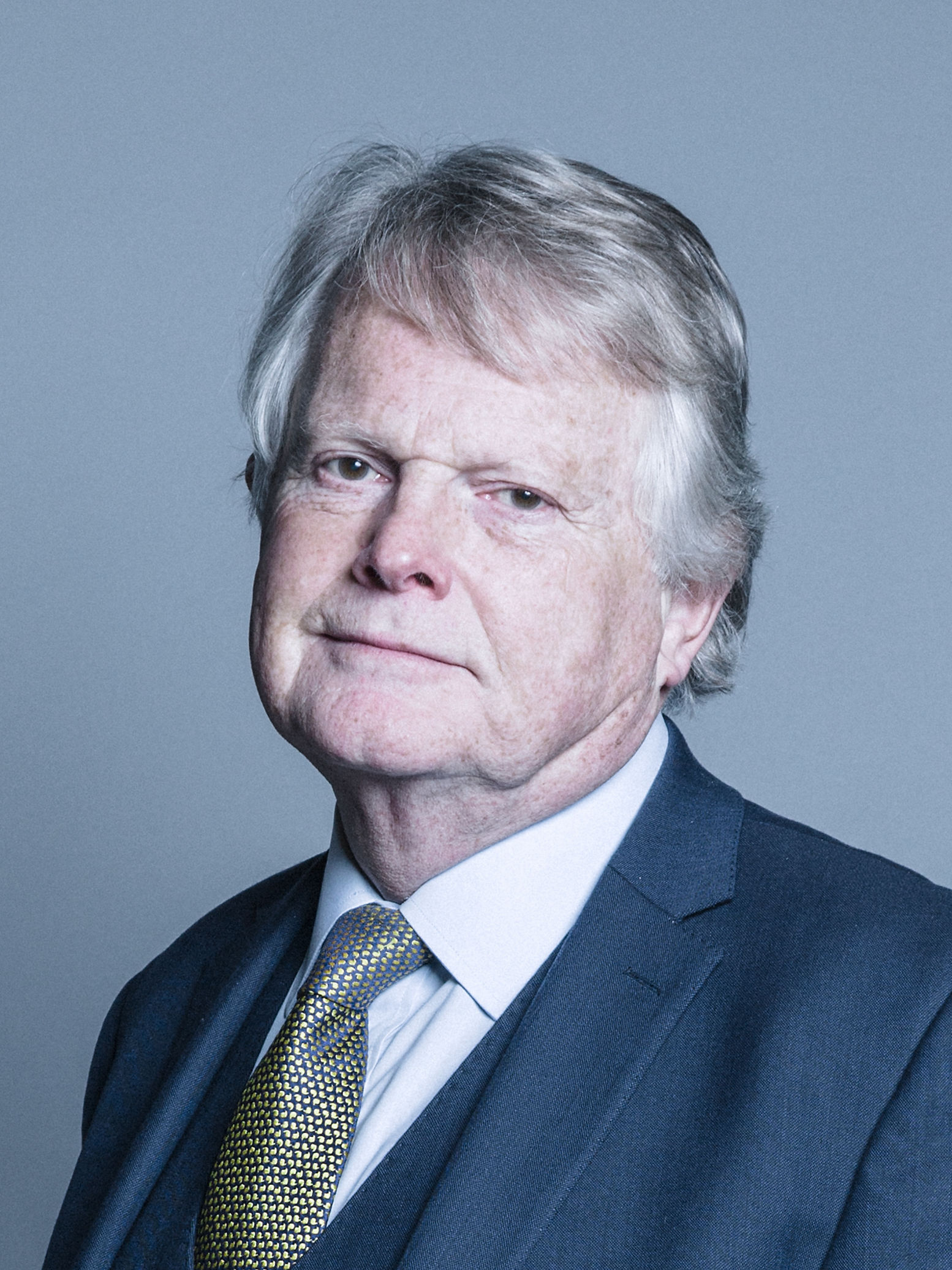
마이클 돕스

마이클 돕스(영어: Michael Dobbs, 1948년 11월 14일 ~ )은 영국의 보수당 정치인이자 하우스 오브 카드의 배경이 된 소설 3부작을 집필한 저자이다.